# Le Dindon (film, 2019)
Pour les articles homonymes, voir Le Dindon (homonymie).
Pour plus de détails, voir Fiche technique et Distribution.
Le Dindon est une comédie française réalisée par Jalil Lespert et sortie en 2019. Ce film est l'adaptation de la pièce de Georges Feydeau.
Il quitte les salles avec à peine 254 897 entrées. Avec moins de 1,7M€ de recettes pour un budget de près de 14M€ ; c'est l'un des plus gros échecs de l'année pour un film français.

## Synopsis
Se promenant dans Paris, Monsieur de Pontagnac tombe sous le charme d'une belle inconnue. Alors qu'il la suit chez elle, il se rend compte que cette jeune femme n'est autre que l'épouse de son ami Vatelin. Pontagnac va devoir composer non seulement avec cette situation un peu particulière mais aussi avec un nouveau jeu à la mode autour de la fidélité qui commence à se diffuser dans la société. Et l'arrivée de nouveaux personnages ne va pas arranger les affaires de Pontagnac.

## Fiche technique
- Réalisation : Jalil Lespert
- Scénario : Jalil Lespert, Guillaume Gallienne et Fadette Drouard d'après la pièce de théâtre de Georges Feydeau
- Photographie : Pierre-Yves Bastard
- Montage : Frédérique Olszak
- Décors : Pierre Quefféléan
- Musique : Ludovic Bource
- Production : David Gauquié et Julien Deris
- Production déléguée : Jérôme Seydoux
- Production exécutive : Cyrille Bragnier
- Sociétés de production : Cinéfrance Studio, Pathé
- Coproduction : Onzecinq,  France 2 Cinéma, Artémis Productions
- Société de distribution (intérieure et internationale) : Pathé Distribution
- Budget : 13 920 000 €[3]
- Pays de production :  France
- Langue originale : français
- Format : couleur — 2,35:1
- Genre : comédie
- Durée : 85 minutes[4]
- Dates de sortie :
  - France : 22 août 2019 (FFA 2019)[4] ; 25 septembre 2019 (en salles)

## Distribution
- Dany Boon : René Vatelin
- Guillaume Gallienne : Édouard Pontagnac
- Alice Pol : Victoire Vatelin
- Ahmed Sylla : Ernest Rediop
- Laure Calamy : Clothilde Pontagnac
- Camille Lellouche : Jacqueline
- Holt McCallany : Monsieur Wayne
- Jessica Sherman : Suzy Wayne
- Henri Guybet : Jérôme
- Éric De Staercke : Monsieur Van Der Broeck
- Estéban : le réceptionniste
- Elisa Erka (créditée Elisa Ruschke) : Clara

## Box office
Le film sort le 25 septembre 2019 dans 619 salles, et ne comptabilise que 22 310 entrées pour sa première journée en salles.
Seulement 120 506 entrées sont cumulées pour son premier week-end, score extrêmement faible pour un film au budget de 14M€ et Dany Boon en tête d'affiche. Le mauvais démarrage du film est confirmé avec les chiffres de la première semaine d’exploitation : 151 796 entrées.
Avec 59 salles supplémentaires pour sa deuxième semaine, le film ne compte que 63 998 entrées supplémentaires, pour un total toujours très faible de 215 794 entrées.
En fin d'exploitation il compte seulement 254 897 spectateurs.